# Таиса Фармига
Таиса Фармига (енгл. Taissa Farmiga; 17. август 1994) америчка је глумица позната по серији Америчка хорор прича. Прву филмску улогу остварила је у драми Узвишено место, редитељском дебију своје сестре Вере. Такође је наступила у филмовима Блинг Ринг, Последње девојке Џејмси Бој и На Мидлтону.